# Rhyacophila vallei
Rhyacophila vallei är en nattsländeart som beskrevs av Moretti 1997. Rhyacophila vallei ingår i släktet Rhyacophila och familjen rovnattsländor. Inga underarter finns listade i Catalogue of Life.